# 李兰池
李兰池（1898年—1937年12月12日），字锦卿，奉天府锦西县人，曾任国民革命军112师少将副师长。1937年12月12日，在南京保卫战中战死于南京城太平门。

## 早期
1925年冬，李兰池就读东北陆军讲武堂第七期步兵科，1928年8月毕业后，加入奉军独立第十六旅缪徵流部任下级军官职务。1928年12月东北易帜，奉军改编为东北军。1933年，日军从东北向关内进攻，李兰池率部先后参与热河抗战、长城抗战。在东北军军中，李兰池从副官开始，历任连副、连长、营长、团副。西安事变后，蒋介石重新整编东北军。李兰池任国民革命军第57军112师336旅672团的上校团长，后任国民革命军第57军第112师上校师参谋长。

## 南京保卫战
1937年9月全面抗战爆发，李兰池率部参加淞沪会战，后移驻江苏淮阴、南通、海门等地，守备长江左岸，期间李兰池升任国民革命军112师336旅少将副旅长、代理旅长、112师少将副师长。1937年11月，李兰池所在的112师奉命南渡长江，和103师共同固守江阴要塞日军第13师团的进攻。11月20日，日军第13师团开始进攻江阴要塞，12月1日，李兰池部在与日军连续激战五昼夜之后，奉命向镇江突围。12月8日，112师奉命前往南京，李兰池所部编入南京保卫战的战斗序列，担任南京城太平门外蒋庙一线的防御任务。11日，蒋介石下达了南京守军沿津浦路向北撤退的命令，令各路守军自行突围。直到12日傍晚，李兰池所部才接到撤离命令，112师奉命向大胜关转移。此时南京城已破，大批日军涌入城内。在指挥部队突围时，李兰池在太平门一带遭到日军阻击，中弹阵亡战死于南京城。2014年9月1日，李兰池被列入中华人民共和国民政部公布的第一批300名著名抗日英烈和英雄群体名录。